# Chistag, Bihor
Chistag (maghiară Keszteg) este un sat în comuna Aștileu din județul Bihor, Crișana, România.

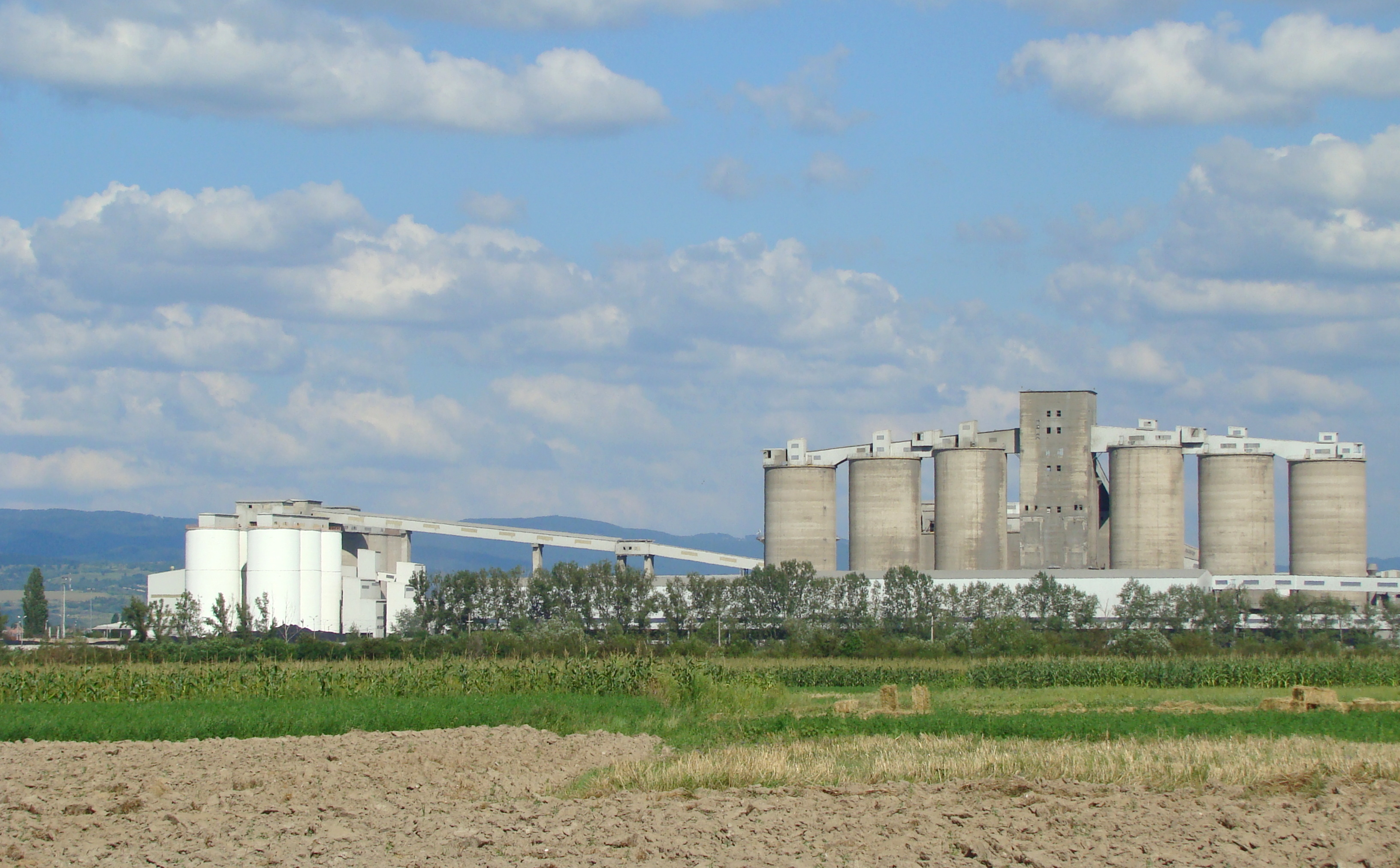
Staţia de lianţi hidraulici din Chiştag aparţinând grupului LafargeHolcim, lider mondial în industria materialelor de construcții.